# 紀元前619年
紀元前619年（きげんぜん619ねん）は、西暦（ローマ暦）による年。紀元前1世紀の共和政ローマ末期以降の古代ローマにおいては、ローマ建国紀元135年として知られていた。紀年法として西暦（キリスト紀元）がヨーロッパで広く普及した中世時代初期以降、この年は紀元前619年と表記されるのが一般的となった。

## 他の紀年法
- 干支 : 壬寅
- 日本
  - 皇紀42年
  - 神武天皇42年
- 中国
  - 周 - 襄王33年
  - 魯 - 文公8年
  - 斉 - 昭公14年
  - 晋 - 霊公2年
  - 秦 - 康公2年
  - 楚 - 穆王7年
  - 宋 - 昭公元年
  - 衛 - 成公16年
  - 陳 - 共公13年
  - 蔡 - 荘侯27年
  - 曹 - 共公34年
  - 鄭 - 穆公9年
  - 燕 - 襄公39年
- 朝鮮
  - 檀紀1715年
- ユダヤ暦 : 3142年 - 3143年

## できごと

### 中国
- 晋の霊公は解揚を派遣して匡・戚の田地を衛に返還し、公婿池の封土となっていた申から虎牢までの地を鄭に返還した。
- 秦軍が晋に侵攻して、武城を奪った。
- 晋の趙孟と魯の襄仲が衡雍で会合して盟を交わした。
- 宋の襄夫人が戴氏の族を動員して、孔叔や公孫鍾離や公子卬らを殺害した。司城の蕩意諸は魯に亡命した。
- 晋で箕鄭父・先都・士縠・梁益耳・蒯得らが反乱を起こした。

## 死去
- 周の襄王